# Samuel Maunder
Samuel Maunder, född 1785, död 1849, var en brittisk författare och kompositör av många verk. Maunder är författare till ett flertal böcker, främst känd för The Biographical Treasury.